# آی‌ان‌اس مالوان
آی‌ان‌اس مالوان (به انگلیسی: INS Malvan) یک کشتی است که طول آن 26  m می‌باشد.